# 张锡恭
張錫恭（1858年—1924年）, 字聞遠，號殷南，松江府婁縣人，清末民初官員、學者。

## 生平
光緒二年（1876年）秀才，光緒十一年拔貢。於光緒十年至十二年間就學于南菁書院，師從黃以周，兼學經學、古學，猶精治《禮經》。曾在松江府中學堂執教，又在姚、韓兩大姓家坐館，以經學負盛名。光緒二十五年被張之洞聘為兩湖書院經學分教。光緒三十三年京師設“禮學館”，纂修《大清通禮》，被徵召為纂修官，分任纂訂喪禮部份。辛亥事變後毅然回家，隱居於小昆山東麓，與祖墓、宗祠為鄰，以讀書著述為業。民國十三年（1924年）江浙戰起，避兵亂至其甥張澤封文權家。九月，病逝于封家。
張錫恭先生，傳黃式三、黃以周之衣缽，致力於溝通漢宋，其學不僅可視為清代喪服學之總結，亦熔鑄程朱理學精義於禮學考辨當中。先生嘗言：“經有十三，吾所治者唯《禮經》；《禮經》十七篇，吾所解者唯《喪服》；注《喪服》者眾矣，而吾所守者，唯鄭君一家之言。吾於學可謂隘矣。雖然，由吾書而探鄭君之義，其於鄭君禮注之意，庶幾其不倍乎？由注義以探禮經，其於周公制服之心，庶幾其不倍乎？由制服以觀親親尊尊之等殺，於聖人之盡倫，或可窺見萬分之一乎？”張舜徽先生稱：“與錫恭同時友善、同為《禮經》之學者，有吳縣曹元忠、曹元弼兄弟。曹元忠著有《禮議》，曹元弼著有《禮經校釋》、《禮經學》，而皆不及錫恭之精。”因遭逢世變，先生晚年隱居昆山，築草廬於夏忠節公墓旁，追慕魯兩生、鄭康成之志，專心禮學著述：“陸臺蔓草書誰讀，夏墓松楸德有鄰。”至歸道山前二年始成《喪禮鄭氏學》巨著，可惜因遭逢日寇，未能刊印，手稿大部毁于文革。
《题张徵君遗像》：君不見秦漢之際魯兩生，秉節高蹈辭簪纓。鄙哉叔孫事十主，乃將禮樂干公卿。君不見東漢之季鄭康成，研經兼匯眾說精。道逢黃巾為羅拜，相戒不敢窺其楹。先生束髮治三禮，師承家學舊有聲。晚季辟登禮學館，通喪三季數廷爭。是時邪說競倡亂，中原梟鏡方縱橫。朝士更出叔孫下，屏棄六籍投滄瀛。先生掉頭去不顧，盧墓一紀聊待清。袌遺訂墜老空谷，義熙甲子書春正。一朝賊騎趨谷水，镾天烽火中宵驚。先生聞變遽出走，扁舟飛渡茸南城。渭陽一病臥不起，知交涕洟黃河倾。弦歌故里吊灰燼，遺書零落隨榛荆。吁嗟兮，黄巾寇盡何足論，祗今觀之猶是聖人氓。
乙丑仲春同邑朱運新拜撰，華亭封章炬謹書。